# Ialtris haetianus
Ialtris haetianus (Syn.: Darlingtonia haetiana) ist eine Schlangenart innerhalb der Nattern (Colubridae). Ihre Verbreitung ist auf die südlichen Höhenzüge der Insel Hispaniola und damit auf Haiti sowie den Südwesten der Dominikanischen Republik beschränkt. Sie kommt hier in den Bergwäldern in einer Höhe von 300 bis 1710 Metern vor.
Die Schlange gehört mit einer Gesamtlänge von etwa 31 cm zu den kleineren Arten der Dipsadinae Hispaniolas. Sie ist ungiftig und in ihrer Ernährung auf die Jagd nach Antillen-Pfeiffröschen (Eleutherodactylus) hochspezialisiert. Bei Magenuntersuchungen von 131 Individuen der Art bestand der Nahrungsanteil zu 97,8 % aus diesen Fröschen in allen Entwicklungsstadien. Dabei wurden acht verschiedene Arten der Frösche identifiziert. Über ihre Lebensweise ist ansonsten so gut wie gar nichts bekannt.